# Thomas Maitland
Thomas Maitland (1759 - Malta, 1824) foi um militar, administrador colonial e político britânico. Representou na Câmara dos Comuns do Parlamento Britânico a circunscrição de Haddington nos anos de 1790-1796, 1802-1806 e 1812-1813. Foi elevado a Privy Councillor a 23 de Novembro de 1803. Era o terceiro filho de James Maitland, 7.º duque de Lauderdale, e irmão mais novo de James Maitland, 8.º duque de Lauderdale. Entre outras posições, foi governador da ilha de Santo Domingo, actuais República Dominicana e Haiti, onde combateu Toussaint Louverture durante a Revolução Haitiana. Foi também governador do Ceilão (1805-1811) e de Malta (1813-1824) e Alto Comissário na República do Heptaneso, em Corfu (1815-1823). Gizou um plano, depois conhecido por Plano Maitland, para uma invasão britânica das colónias espanholas da América do Sul, começando pela bacia do rio da Prata. Apesar de abandonado, o Plano Maitland foi testado em 1806-1807, com ataques britânicos a Buenos Aires e Montevideu. Em Malta e em Corfu existem memoriais recordando a sua passagem por aquelas ilhas.
Um seu sobrinho neto, o comodoro sir Thomas Maitland (1803-1878), o 11.º duque de Lauderdale, comandou o bloqueio naval à costa portuguesa durante a intervenção da Quádrupla Aliança na fase final da Patuleia.